# Rabbalshede
Rabbalshede är en tätort som ligger i Tanums kommun i Bohuslän och tillhör Västra Götalands län.
En stor del av bebyggelsen ligger runt järnvägsstationen vid Bohusbanan och längs den tidigare sträckningen av Europaväg 6 mellan Oslo och Köpenhamn via Göteborg. Efter att E6 blivit motorväg går den utanför Rabbalshede.

## Etymologi
Namnet Rabbalshede går tillbaka till 1346 då de hette Rambadzheidhi. Namnet anses innehålla ett inlånat äldre mansnamn Ragnbaldr eller Raginbald, slutet på namnet kommer från hed.

## Historia
Rabbalshede finns omnämnt som en viktig knutpunkt redan på 1300-talet med tingsplats och gästgiveri på Rabbalshede gård. Dagens Rabbalshede växte fram i början av 1900-talet i samband med att järnvägen, Bohusbanan, drogs fram genom Bohuslän och ett stationshus uppfördes på orten.

### Befolkningsutveckling
| Befolkningsutvecklingen i Rabbalshede 1975–2020 | Befolkningsutvecklingen i Rabbalshede 1975–2020 | Befolkningsutvecklingen i Rabbalshede 1975–2020 | Befolkningsutvecklingen i Rabbalshede 1975–2020 | Befolkningsutvecklingen i Rabbalshede 1975–2020 |
| ----------------------------------------------- | ----------------------------------------------- | ----------------------------------------------- | ----------------------------------------------- | ----------------------------------------------- |
|                                                 |                                                 |                                                 |                                                 |                                                 |
| År                                              |                                                 |                                                 | Folkmängd                                       | Areal (ha)                                      |
| 1975                                            | 1975                                            |                                                 | 217                                             |                                                 |
| 1980                                            | 1980                                            |                                                 | 223                                             |                                                 |
| 1990                                            | 1990                                            |                                                 | 256                                             | 55                                              |
| 1995                                            | 1995                                            |                                                 | 263                                             | 56                                              |
| 2000                                            | 2000                                            |                                                 | 259                                             | 59                                              |
| 2005                                            | 2005                                            |                                                 | 260                                             | 59                                              |
| 2010                                            | 2010                                            |                                                 | 275                                             | 58                                              |
| 2015                                            | 2015                                            |                                                 | 283                                             | 73                                              |
| 2020                                            | 2020                                            |                                                 | 274                                             | 73                                              |
| Anm.: Ny tätort 1975                            |                                                 |                                                 |                                                 |                                                 |

## Näringsliv
Rabbalshede har en del verksamheter som t.ex. bilverkstad, pallfabrik, lager- och grossistförsäljning etc. Rabbalshede har även ett snickeri och ett stenhuggeri.

## Evenemang
Det som Rabbalshede anses vara mest känt för är en marknadsplats som ligger strax norr om samhället. På våren och hösten brukar Rabbalshede marknad äga rum och locka många besökare, mellan 20 000 och 30 000.